# Rospez
Rospez (bret. Rozpezh) – miejscowość i gmina we Francji, w regionie Bretania, w departamencie Côtes-d’Armor.
Według danych na rok 1990 gminę zamieszkiwały 1622 osoby, a gęstość zaludnienia wynosiła 123 osoby/km² (wśród 1269 gmin Bretanii Rospez plasuje się na 391. miejscu pod względem liczby ludności, natomiast pod względem powierzchni na miejscu 727.).